# Мойнакська ГЕС
Мойнакська ГЕС – гідроелектростанція у Казахстані. Використовує ресурс із річки Чарин, лівої притоки Ілі (басейн безсточного озера Балхаш). 
В межах проекту річку перекрили кам’яно-накидною/земляною греблею висотою 94 метра та довжиною 515 метрів, на період будівництва якої воду відвели за допомогою тунелю довжиною 0,7 км з перетином 4,7х5 метрів. Гребля утримує витягнуте на 17 км водосховище з площею поверхні 10 км2 та об’ємом 238 млн м3 (корисний об’єм 198 млн м3). 
Зі сховища під правобережним гірським масивом прокладено дериваційний тунель довжиною 4,8 км з перетином 5,4х7,2 метра, який переходить у водовід довжиною 4,2 км з діаметром 4,5 метра. В системі також працює вирівнювальний резервуар висотою 270 метрів з діаметром 5 метрів та верхньою камерою.
Основне обладнання станції становлять дві турбіни типу Пелтон потужністю по 150 МВт, які використовують напір у 522 метра та повинні забезпечувати виробництво 1027 млн кВт-год електроенергії на рік 
Видача продукції відбувається по ЛЕП, розрахованій на роботу під напругою 220 кВ.
Будівництво станції почалось ще в 1985 році, проте у 1992-му було призупинене з економічних причин. Роботи поновились у 2005-му та завершились введенням станції в експлуатацію на початку наступного десятиліття.